# Čista Mlaka
Čista Mlaka je naselje u općini Rugvica, Zagrebačkoj županiji. 

## Zemljopis
Smješteno je oko 18 km istočno od Zagreba većim dijelom uz županijsku cestu Ivanja Reka-Rugvica-Dugo Selo, nedaleko od rijeke Save na 103 m nadmorske visine. Pripada zagrebačkoj aglomeraciji. Od Rugvice je udaljeno 5 km, od Ivanje Reke 6 km, a od Dugog Sela 10 km. Naselje pripada katoličkoj župi Uznesenja Blažene Djevice Marije sa sjedištem u Savskom Nartu u dugoselskom dekanatu Zagrebačke nadbiskupije. 

## Stanovništvo
U naselju po popisu stanovništva iz 2001. god. živi 488 stanovnika u 126 kućanstava. Prosječna godišnja stopa rasta stanovništva je 7,40% (1991. – 2001. Žena je 45,9%, a muškaraca 54,1%.
Broj stanovnika:
- 1981.:75 (20 kućanstava)
- 1991.:237
- 2001.:488 (126 kućanstava)

| broj stanovnika | 83    | 90    | 82    | 65    | 65    | 78    | 68    | 73    | 85    | 83    | 73    | 69    | 75    | 237   | 488   | 582   | 573   |
|                 | 1857. | 1869. | 1880. | 1890. | 1900. | 1910. | 1921. | 1931. | 1948. | 1953. | 1961. | 1971. | 1981. | 1991. | 2001. | 2011. | 2021. |

## Povijest
Ne postoji dovoljno podataka o povijesti Čiste Mlake. Po konfiguraciji tla vidljivo je kako je tu bila mlaka pa je po tome i naselje dobilo ime. Nekada je selo imalo i podrugljivo ime "Osranec", no danas je to gotovo zaboravljeno. Naselje je od sredine 19 stoljeća u sastavu kotara Dugo Selo, od 60-ih prošlog stoljeća u općini Dugo Selo, a od 1993. god. u sastavu općine Rugvica. Naselje se zbog povoljnog smještaja, odnosno blizine grada Zagreba početkom 80-ih godina 20. st. počinje intenzivno naseljavati stanovništvom iz svih krajeva Hrvatske i Bosne i Hercegovine, a poglavito tijekom Domovinskog rata.

## Gospodarstvo
Gospodarska osnova u manjoj mjeri je poljodjelstvo i stočarstvo, vađenje šljunka i ugostiteljstvo (ne značajno). 